# 세르게이 체트코비치
세르게이 체트코비치(몬테네그로어: Сергеј Ћетковић, Sergej Ćetković, 1975년 3월 8일 ~ )는 유고슬라비아 출신 몬테네그로의 가수이다. 그는 유로비전 송 콘테스트 2014에서 몬테네그로 대표로 참가할 예정이다.

## 음반 목록

### 정규 음반
- Kristina (2000)
- Budi mi voda (2003)
- Kad ti zatreba (2005)
- Pola moga svijeta (2007)
- 2 minuta (2010)

### 컴필레이션 음반
- The best of (2005)
- Sergej Live (2006)
- Balade (2011)

### 사운드트랙 음반
- Pogledi u tami - A View from Eiffel Tower (2005, 세르비아 영화)